# 外ヶ浜警察署
外ヶ浜警察署（そとがはまけいさつしょ）は、青森県警察が管轄する警察署の一つである。

## 管轄区域
- 東津軽郡
  - 外ヶ浜町
  - 今別町
  - 蓬田村

## 所在地
- 青森県東津軽郡外ヶ浜町字蟹田中師苗代沢3番地

## 沿革
- 1874年（明治7年）12月 - 青森県蟹田警察出張所として設置。
- 1887年（明治10年）2月 - 青森警察署蟹田分署に昇格。
- 1890年（明治23年）5月 - 字蟹田に分庁舎新築。
- 1893年（明治26年）10月 - 字蟹田60番地に分庁舎新築。これは、1891年（明治24年）に庁舎が類焼したことによる。
- 1926年（大正15年）7月 - 分署から蟹田警察署に昇格。
- 1948年（昭和23年）2月 - 警察制度改正による自治体警察発足により、蟹田町警察署と改称。
- 1951年（昭和26年）10月 - 警察法一部改正による自治体警察廃止により、蟹田町警察署が廃止、国家地方警察に編入され、蟹田地区警察署と改称。
- 1954年（昭和29年）7月 - 現行警察法施行による都道府県警察発足により、青森県警察蟹田警察署と改称。
- 1955年（昭和30年）3月 - 管轄区域が蟹田・今別・蓬田・平舘・三厩の5町村に定められ、今別に派出所、蓬田・平館・袰月(今別)・三厩の4ヶ所に駐在所設置。
- 1957年（昭和32年）9月 - 字蟹田159番地に新庁舎新築、移転。
- 1984年（昭和59年）3月 - 庁舎狭小化と老朽化により、現在地に移転。
- 2005年（平成17年）3月28日 - 町村合併に伴う町名変更により、蟹田警察署から外ヶ浜警察署へ改称。同時に管轄区域が、外ヶ浜・今別・蓬田の3町村になる。

## 組織
- 警務会計課
  - 警務係
  - 広聴・相談係
  - 犯罪被害者支援係
  - 会計係
- 刑事生活安全課
  - 刑事生活安全係
- 地域課
  - 地域係
  - 自動車警ら係
- 交通課
  - 交通係
- 警備課
  - 警備係

## 交番
- 所在地交番（外ヶ浜警察署内）

## 駐在所
括弧内は所在地を表す。

### 外ヶ浜町
- 平舘警察官駐在所（東津軽郡外ヶ浜町字平舘根岸湯の沢1-6）
- 三厩警察官駐在所（東津軽郡外ヶ浜町字三厩新町5）

### 今別町
- 今別警察官駐在所（東津軽郡今別町大字今別字中沢17-6）

### 蓬田村
- 蓬田警察官駐在所（東津軽郡蓬田村大字蓬田字汐越29）

## 参考資料
- 『蟹田町史』（蟹田町・1991年10月5日発行）1155頁「第17章 官公署 五 蟹田警察署」